# Śmiertelna namiętność
Śmiertelna namiętność (tytuł oryg. Deadly Passion) – południowoafrykański film kryminalny z 1985 roku.

## Obsada
- Brent Huff – Sam Black
- Harrison Coburn – Andy Andrews
- Michael McCabe – Julian Rhinegold
- Ingrid Boulting – Martha Greenwood